# Copa del Emir de Catar
La Copa del Emir de Catar (en árabe: كأس أمير قطر) es un torneo de fútbol por eliminatorias y copa nacional de Catar. Se disputa anualmente y participan los doce equipos de la Liga de fútbol de Catar junto a los seis clubes que integran la segunda división. Se disputa desde la temporada 1972-73 y se usa el sistema de eliminación directa.

## Historia
El Al-Alhi fue el primer conjunto campeón de la Copa del Emir, venciendo en la final al conjunto del Al-Rayyan por 6-1, bajo la dirección del técnico Mohammed Kheiri. Este resultado es el más abultado en toda la historia de las finales del torneo. No obstante, en el año 1982, el partido disputado entre el Al-Sadd Sports Club y el Al-Shamal finalizó con el marcador de 16-2 a favor del primero.
Dos años más tarde, el Al-Alhi disputó una nueva final, perdiendo esta vez ante el Al-Sadd Sports Club por 4-3. Esta final se caracteriza por ser la primera en la que un jugador consiguió anotar un triplete. El jugador protagonista de este logro fue el iraní Qassim Falah, jugando para el Al-Alhi.
La tecnología tomó parte en el torneo a partir del año 1975, cuando fue retransmitida por televisión, por primera vez, una final de este torneo.
La única temporada en la que se ha empleado el sistema de doble partido (local y visitante) fue la 1991/1992. Este torneo fue conquistado por el conjunto Al-Alhi, venciendo en la final al Al-Rayyan.
Como anécdotas para la historia, cabe destacar el hecho de que en la disputa del torneo, en la edición de la temporada 1992/1993, se produjo un récord de cinco tarjetas rojas mostradas en un mismo partido. Este partido enfrentó al conjunto Al-Sadd (cuatro tarjetas rojas) y al conjunto Al-Arabi SC (una cartulina roja).
En marzo de 2012, la Federación de Fútbol de Catar, firmó un acuerdo con el grupo Al Nahdi, que se convertiría en el patrocinador principal de la Copa del Emir de Catar. Por otro lado, también se autorizó a The Look Company como patrocinador del torneo.
El equipo más laureado del torneo es el Al-Sadd Sports Club.

## Finales
| Temporada | Campeón      | Resultado        | Finalista     |
| --------- | ------------ | ---------------- | ------------- |
| 1972-73   | Al-Ahli Doha | 6 - 1            | Al-Rayyan     |
| 1973-74   | Qatar SC     | 2 - 1            | Al-Sadd       |
| 1974-75   | Al-Sadd      | 4 - 3            | Al-Ahli Doha  |
| 1975-76   | Qatar SC     | 4 - 3            | Al-Arabi      |
| 1976-77   | Al-Sadd      | 1 - 0            | Al-Rayyan     |
| 1977-78   | Al-Arabi     | 5 - 1            | Al-Wakrah SC  |
| 1978-79   | Al-Arabi     | 3 - 1            | Al-Wakrah SC  |
| 1979-80   | Al-Arabi     | 2 - 1            | Al-Khor SC    |
| 1980-81   | Al-Ahli Doha | 2 - 1            | Qatar SC      |
| 1981-82   | Al-Sadd      | 2 - 1            | Al-Rayyan     |
| 1982-83   | Al-Arabi     | 1 - 0            | Al-Sadd       |
| 1983-84   | Al-Arabi     | 3 - 2            | Al-Ahli Doha  |
| 1984-85   | Al-Sadd      | 2 - 1            | Al-Wakrah SC  |
| 1985-86   | Al-Sadd      | 2 - 0            | Al-Arabi      |
| 1986-87   | Al-Ahli Doha | 2 - 0            | Al-Sadd       |
| 1987-88   | Al-Sadd      | 4 - 3            | Al-Wakrah SC  |
| 1988-89   | Al-Arabi     | 2 - 0            | Qatar SC      |
| 1989-90   | Al-Arabi     | 3 - 0            | Al-Wakrah SC  |
| 1990-91   | Al-Sadd      | 3 - 2            | Al-Arabi      |
| 1991-92   | Al-Ahli Doha | 2 - 1            | Al-Rayyan     |
| 1992-93   | Al-Arabi     | 3 - 0            | Al-Sadd       |
| 1993-94   | Al-Sadd      | 3 -2             | Al-Arabi      |
| 1994-95   | Al-Gharafa   | 2 - 1            | Al-Wakrah SC  |
| 1995-96   | Al-Gharafa   | 5 - 2            | Al-Rayyan     |
| 1996-97   | Al-Gharafa   | 1 - 1 (3-2 pen.) | Al-Rayyan     |
| 1997-98   | Al-Gharafa   | 4 - 3            | Al-Ahli Doha  |
| 1998-99   | Al-Rayyan    | 2 - 1            | Al-Gharafa    |
| 1999-00   | Al-Sadd      | 2 - 0            | Al-Rayyan     |
| 2000-01   | Qatar SC     | 3 - 2            | Al-Sadd       |
| 2001-02   | Al-Gharafa   | 3 - 1            | Al-Sadd       |
| 2002-03   | Al-Sadd      | 2 - 1            | Al-Ahli Doha  |
| 2003-04   | Al-Rayyan    | 3 - 2            | Qatar SC      |
| 2004-05   | Al-Sadd      | 0 - 0 (5-4 pen.) | Al-Wakrah SC  |
| 2005-06   | Al-Rayyan    | 1 - 1 (5-4 pen.) | Al-Gharafa    |
| 2006-07   | Al-Sadd      | 0 - 0 (5-4 pen.) | Al-Khor SC    |
| 2007-08   | Umm-Salal SC | 2 - 2 (4-1 pen.) | Al-Gharafa    |
| 2008-09   | Al-Gharafa   | 2 - 1            | Al-Rayyan     |
| 2009-10   | Al-Rayyan    | 1 - 0            | Umm-Salal SC  |
| 2010-11   | Al-Rayyan    | 2 - 1            | Al-Gharrafa   |
| 2011-12   | Al-Gharafa   | 0 - 0 (4-3 pen.) | Al-Sadd       |
| 2012-13   | Al-Rayyan    | 2 - 1            | Al-Sadd       |
| 2013-14   | Al-Sadd      | 3 - 0            | Al-Sailiya SC |
| 2014-15   | Al-Sadd      | 2 - 1            | El Jaish SC   |
| 2015-16   | Lekhwiya     | 2 - 2 (4-2 pen.) | Al-Sadd       |
| 2016-17   | Al-Sadd      | 2 - 1            | Al-Rayyan     |
| 2017-18   | Al-Duhail    | 2 - 1            | Al-Rayyan     |
| 2018-19   | Al-Duhail    | 4 - 1            | Al-Sadd       |
| 2019-20   | Al-Sadd      | 2 - 1            | Al-Arabi      |
| 2020-21   | Al-Sadd      | 1 - 1 (5-4 pen.) | Al-Rayyan     |
| 2021-22   | Al-Duhail    | 5 - 1            | Al-Gharafa    |
| 2022-23   | Al-Arabi     | 3 - 0            | Al-Sadd       |
| 2023-24   | Al-Sadd      | 1 - 0            | Qatar SC      |
| 2024-25   | Al-Gharafa   | 2 - 1            | Al-Rayyan     |

## Títulos por club
| Club                    | Campeón | 2° | Años campeón                                                                                               |
| ----------------------- | ------- | -- | --- |
| Al-Sadd                 | 18      | 11 | 1975, 1977, 1982, 1985, 1986, 1988, 1991, 1994, 2000, 2003, 2005, 2007, 2014, 2015, 2017, 2020, 2021, 2024 |
| Al-Arabi                | 9       | 5  | 1978, 1979, 1980, 1983, 1984, 1989, 1990, 1993, 2023                                                       |
| Al-Gharafa              | 8       | 5  | 1995, 1996, 1997, 1998, 2002, 2009, 2012, 2025                                                             |
| Al-Rayyan               | 6       | 12 | 1999, 2004, 2006, 2010, 2011, 2013                                                                         |
| Al-Ahli Doha            | 4       | 4  | 1973, 1981, 1987, 1992                                                                                     |
| Al-Duhail / Lekhwiya SC | 4       | -  | 2016, 2018, 2019, 2022                                                                                     |
| Qatar SC                | 3       | 4  | 1974, 1976, 2001                                                                                           |
| Umm-Salal SC            | 1       | 1  | 2008 |
| Al-Wakrah SC            | -       | 7  | ----- |
| Al-Khor SC              | -       | 2  | ----- |
| Al-Sailiya SC           | -       | 1  | ----- |
| El Jaish SC             | -       | 1  | ----- |